# علی‌اکبر توفیقی
علی‌اکبر توفیقی (زادهٔ ۱۲۵۱، زنجان - ۱۳۲۴ خورشیدی) فرزند آقاحسین زنجانی، اولین شهردار زنجان بود. وی بانی بناهای عام‌المنفعه‌ای همچون رختشویخانه، بنای مسجد غریبیه، احداث نخستین مدرسه در محله سرچشمه زنجان (مدرسه توفیق) است. بنای توفیقی منزل او اکنون به موزه تبدیل شده‌است. توفیقی در ۲۶ اسفند ۱۳۲۴ خورشیدی بدست فرقه دموکرات آذربایجان تیرباران شد.

## خانواده

### فرزندان
علی اکبر توفیقی دو پسر بنام احمد و مختار و دختری بنام زیبنده داشت.
فتح‌الله توفیقی (زادهٔ سال ۱۳۳۸، زنجان - درگذشته ۱۳۷۳، بندر دیر) فرزند مختار و نوه علی‌اکبر توفیقی معلم بود. بهرنگ توفیقی کارگردان نیز نتیجهٔ علی‌اکبر و فرزند فتح‌الله توفیقی است.